# Павлинов, Павел Яковлевич
Павел Яковлевич Павлинов (1881—1966) — русский и советский художник-график, гравёр, книжный иллюстратор, мастер ксилографии.

## Биография
Родился 12 (24) апреля 1881 года в Санкт-Петербурге в семье лейтенанта флота Якова Ивановича Павлинова, был третьим сыном.
До 1900 года учился в Морском кадетском корпусе; с 1899 года брал уроки рисунка и живописи у О. Э. Браза. В 1901–1903 годах был флаг-офицером контр-адмирала А. Х. Кригера в плавании русской эскадры в Средиземном море. 
В 1903—1906 годах учился в Высшем художественном училище при Императорской Академии художеств у Д. Н. Кардовского и И. Е. Репина, в 1908 году — у Э. Кроппа в Мюнхене; был в Италии, Франции, Греции.
В 1911 году переехал в Москву, начал работу над офортом и деревянной гравюрой, ставшей его излюбленной техникой.
С 1914 года член Московского товарищества художников (с 1918 года — его председатель). Стал член-учредителем Профессионального союза художников-гравёров (1917–1919).
С 1924 года — член объединения «Четыре искусства»; в 1922—1925 годах жил в Сергиевом Посаде.
С 1921 по 1930 годы по приглашению В. А. Фаворского работал преподавателем во ВХУТЕМАСе—ВХУТЕИНе (в 1921—1924 годах был деканом графического факультета). В 1930—1950 годах преподавал в полиграфическом и художественном институтах. В преподавании, как и в гравюре по дереву, Павлинов исповедовал принципы и методы, сформулированные Фаворским, хотя формально не был его учеником. Популярно изложил основы обучения рисунку в книге «Для тех, кто рисует» (1965).
Теоретические статьи и отдельные положения теории композиции Павлинова приведены в монографии Н. А. Горленко «П. Я. Павлинов. Страницы из жизни художника» (М.: Советский художник, 1967).
Умер в Москве 2 февраля 1966 года. Похоронен на Головинском кладбище.

## Работы
Наиболее известные работы: иллюстрации к «Русалке» Пушкина (1922), «Заговорщикам» Руффини (1928—29), роману Стендаля «Красное и чёрное» (1949). Портрет Пушкина (1924) на выставке русской графики в Дрездене в 1964 году был признан лучшим ксилографическим портретом XX века.

## Адреса
С 1 ноября 1925 года Павел Павлинов жил в посёлке Сокол в Москве. Его дом находится по адресу: улица Сурикова, 23Б. Этот дом принадлежит Павлиновым и до настоящего времени (на июнь 2020 года)